# Ganjiang (köpinghuvudort i Kina, Zhejiang Sheng, lat 28,16, long 121,35)
Ganjiang (kinesiska: 干江, 干江镇, 下岸宫) är en köpinghuvudort i Kina. Den ligger i provinsen Zhejiang, i den östra delen av landet, omkring 260 kilometer sydost om provinshuvudstaden Hangzhou. Antalet invånare är 21 809. Befolkningen består av 10 342 kvinnor och 11 467 män. Barn under 15 år utgör 13,0 %, vuxna 15-64 år 75 %, och äldre över 65 år 10,0 %.
Närmaste större samhälle är Zhugang, 12,5 km väster om Ganjiang. 
Genomsnittlig årsnederbörd är 2 023 millimeter. Den regnigaste månaden är juni, med i genomsnitt 334 mm nederbörd, och den torraste är januari, med 74 mm nederbörd.